# Hämmerli x-esse
Die Hämmerli x-esse ist eine Kleinkaliber-Sportpistole des Sportwaffenherstellers Carl Walther. Bis 2005 erfolgte die Produktion bei der Firma Hämmerli in der Schweiz. Seit 2006 liegen Produktion und Kundendienst bei der Firma Carl Walther in Ulm.
Die Pistole wird in den Versionen Hämmerli x-esse IPSC, Hämmerli x-esse kurz, Hämmerli x-esse lang und Hämmerli x-esse Sport angeboten. Dabei unterscheiden sich die modular aufgebauten Modelle in ihrem Grundaufbau wenn überhaupt nur geringfügig.
Die Waffe darf als Nachfolgerin der von Hämmerli ab 1952 in Lizenz hergestellten Walther Olympia und der folgenden Modelle Walther Olympia Modell 207 und Hämmerli 212, sowie der Hämmerli 208 & 215 angesehen werden, obwohl die X-esse einfacher aufgebaut ist und dadurch günstiger produziert und angeboten werden kann.
Im Sommer 2023 wurde die X-Esse Serie von der Walther CSP Serie abgelöst. Die neue CSP-Serie ist zu großen Teilen baugleich, so können unter anderem die Griffschalen und Laufgewichte zwischen beiden Serien ausgetauscht werden.